# Aalborg Station
Aalborg Station eller Aalborg Banegård er en dansk jernbanestation i Aalborg. Stationen er endestation på Randers-Aalborg Jernbane og Vendsysselbanen og betjenes af DSB og Nordjyske Jernbaner. Fra banegården afgår fjerntog mod Frederikshavn og København, regionaltog mod Aarhus og lokaltog mod Skørping og Skagen. Stationen bruges dagligt af 6.027 rejsende, hvilket gør den til den sjettetravleste station vest for Storebælt, den niende mest brugte udenfor Hovedstadsområdet i 2013.

## Historie
Aalborg Banegård blev indviet af Kong Christian 9. den 18. september 1869, hvor den nye jernbanestrækning fra Randers til Aalborg blev indviet. Dagen efter indledtes den daglige drift med tre tog i hver retning om dagen. I 1879 fik den også forbindelse nordpå til Vendsysselbanen, da Jernbanebroen over Limfjorden blev åbnet for trafik i 1879.
I 1897 åbnede jernbanestrækningen Fjerritslevbanen og i 1899 åbnede Sæbybanen. Selv om begge strækninger lå nord for Limfjorden, udgik næsten alle tog fra Aalborg Banegård. I 1899 åbnede Aalborg-Hvalpsund Jernbane, der gik fra Aalborg gennem det vestlige Himmerland over Nibe til Aars (forlænget til Hvalpsund i 1910). I starten udgik banens tog fra Svenstrup Station, men togene førtes gennem til Aalborg fra 8. december 1902, hvor Aalborgs nye banegård blev åbnet. I 1900 blev stationen desuden udgangspunkt for Aalborg-Hadsund Jernbane, der gik fra Aalborg gennem det østlige Himmerland til Hadsund.
Sæbybanen blev nedlagt i 1968, mens Fjerritslev-, Hvalpsund- og Hadsundbanerne blev nedlagt i 1969.
I 2003 blev Aalborg station en af stationerne på den nye nærbane Aalborg Nærbane, der betjener syv jernbanestationer i Aalborg-området mellem Nørresundby i nord og Skørping i syd.
I 2017 blev den regionale jernbanedrift fra Aalborg station til Skørping og Frederikshavn overdraget fra DSB til jernbaneselskabet Nordjyske Jernbaner.

## Arkitektur
Den oprindelige banegårdsbygning fra 1869 var tegnet af arkitekten N.P.C. Holsøe. I 1902 åbnede den nuværende bygning, der er tegnet af arkitekten Thomas Arboe. Stationen blev fredet i 1992.

## Trafik
Fra banegården afgår der fjerntog (DSB) mod Aarhus, Odense og København, regionaltog (Nordjyske Jernbaner) mod Hjørring, Frederikshavn og Skagen og lokaltog på Aalborg Nærbane mod Skørping. Endvidere er der togforbindelse fra Aalborg Banegård til Aalborg Lufthavn.

## Aalborg Busterminal
Aalborg Busterminal er en busterminal i Aalborg centrum ved John F. Kennedys Plads. Busterminalen er indrettet i forbindelse med Kennedy Arkaden og ligger ved siden af Aalborg Station og nær flere uddannelsesinstitutioner. Busterminalen drives af Nordjyllands Trafikselskab og udgør det trafikale knudepunkt for kollektiv trafik i Region Nordjylland med 25.000 - 30.000 på- og afstigninger på hverdage. Ventesalen på Aalborg Busterminal besøges årligt af knap 2 mio. kunder. I Kennedy Arkaden har Nordjyllands Trafikselselskab kontor. Kennedy Arkaden rummer også et parkeringshus med 350 pladser.